# Astragalus helmii
Astragalus helmii es una especie de planta del género Astragalus, de la familia de las leguminosas, orden Fabales.

## Distribución
Astragalus helmii se distribuye por Rusia europea, Siberia, Kazajistán y Mongolia.

## Taxonomía
Fue descrita científicamente por Fisch. ex DC. Fue publicada en Prodr. 2: 301 (1825).